# آربی‌ام‌جی رکوردز
گروه موسیقی ریموند براون (به انگلیسی: Raymond Braun Media Group) که به اختصار آربی‌ام‌جی (RBMG) خوانده می‌شود، نام یک شرکت ناشر موسیقی است که در سال ۲۰۰۸، توسط آشر و اسکوتر براون تأسیس شد. نام این شرکت از نام خانوادگی آشر ریموند و اسکوتر براون گرفته شده‌است.
موفق‌ترین خواننده‌ای که تا امروز به امضای این شرکت درآمده است، جاستین بیبر است.